# 李家岸灌区
李家岸灌区是中国山东省临邑县的一个灌区，其水源为黄河。灌区设计面积89.3万亩，实际面积为54.4万亩，进水闸设计流量为100立方米每秒。